# سیارک ۳۹۵۴۹
سیارک ۳۹۵۴۹ (به انگلیسی: 39549 Casals، نامگذاری:1992DP13) سی و نه هزار و پانصد و چهل و نهمین سیارک کشف شده‌است که در ۲۷ فوریه ۱۹۹۲ کشف شد.